# Icaria (albedo)
Icaria és una característica d'albedo a la superfície de Mart, localitzada amb el sistema de coordenades planetocèntriques a -39.67 ° latitud N i 230 ° longitud E. El nom va ser aprovat per la UAI l'any 1958 i fa referència a Icària, nom d'una illa grega